# Heilig-Kreuz-Kapelle (Buchen)

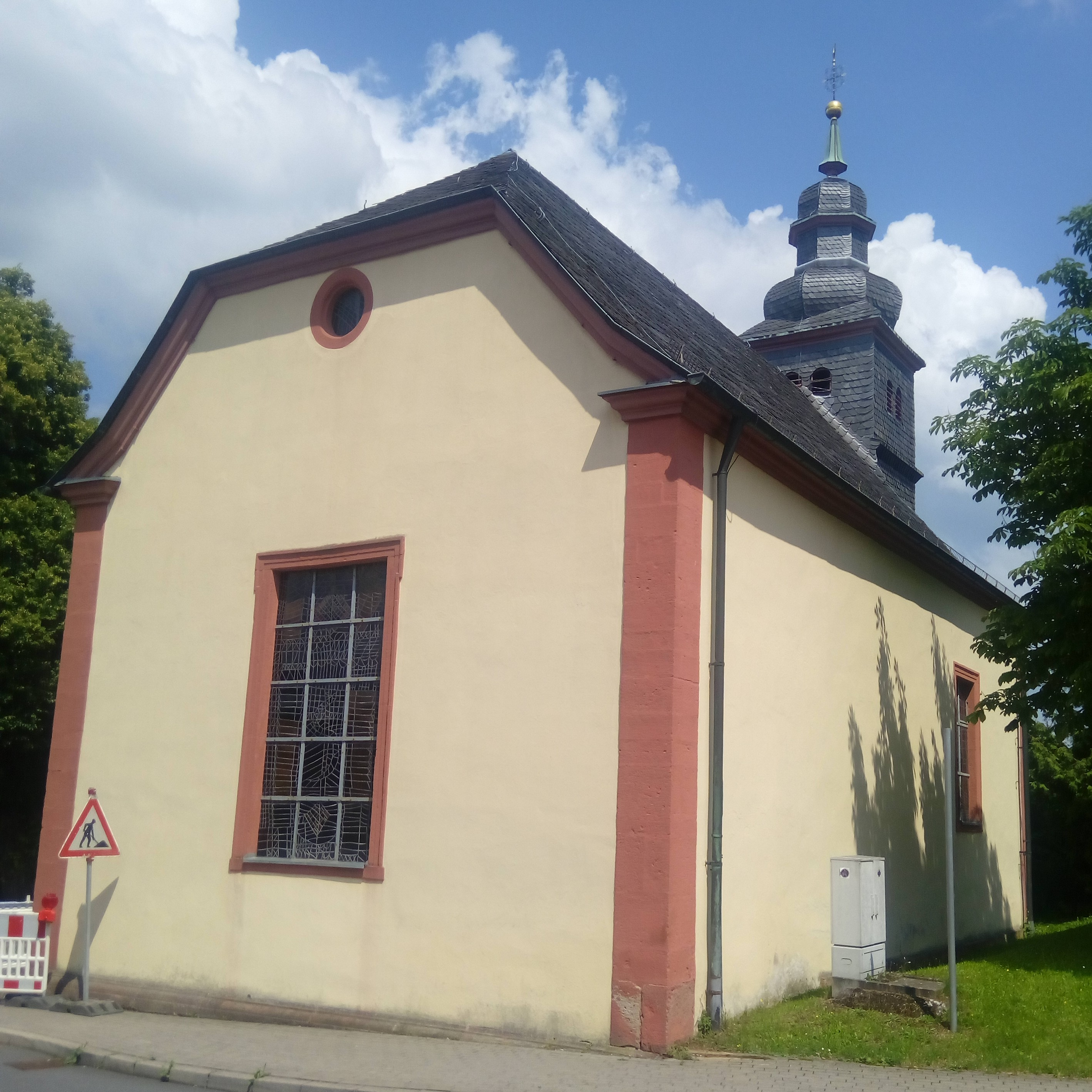
Heilig-Kreuz-Kapelle in Buchen

Die römisch-katholische Heilig-Kreuz-Kapelle steht in Buchen, einer Stadt im Neckar-Odenwald-Kreis von Baden-Württemberg. Das Bauwerk ist beim Landesamt für Denkmalpflege Baden-Württemberg als Baudenkmal eingetragen. Sie gehört zum Erzbistum Freiburg.

## Beschreibung
Die barocke Kapelle wurde 1704 anstelle der Pestkapelle aus dem 15. Jahrhundert errichtet. Sie besteht aus einem im Osten dreiseitig geschlossenen Langhaus, aus dessen Dach sich im Osten ein Dachturm erhebt, der mit einer Zwiebelhaube bedeckt ist, die von einer Laterne gekrönt wird. Im Westen ist das Dach als Krüppelwalm gestaltet.